# Isochromodes caletra
Isochromodes caletra är en fjärilsart som beskrevs av Druce 1892. Isochromodes caletra ingår i släktet Isochromodes och familjen mätare. Inga underarter finns listade i Catalogue of Life.